# Thomas Clayton Wolfe

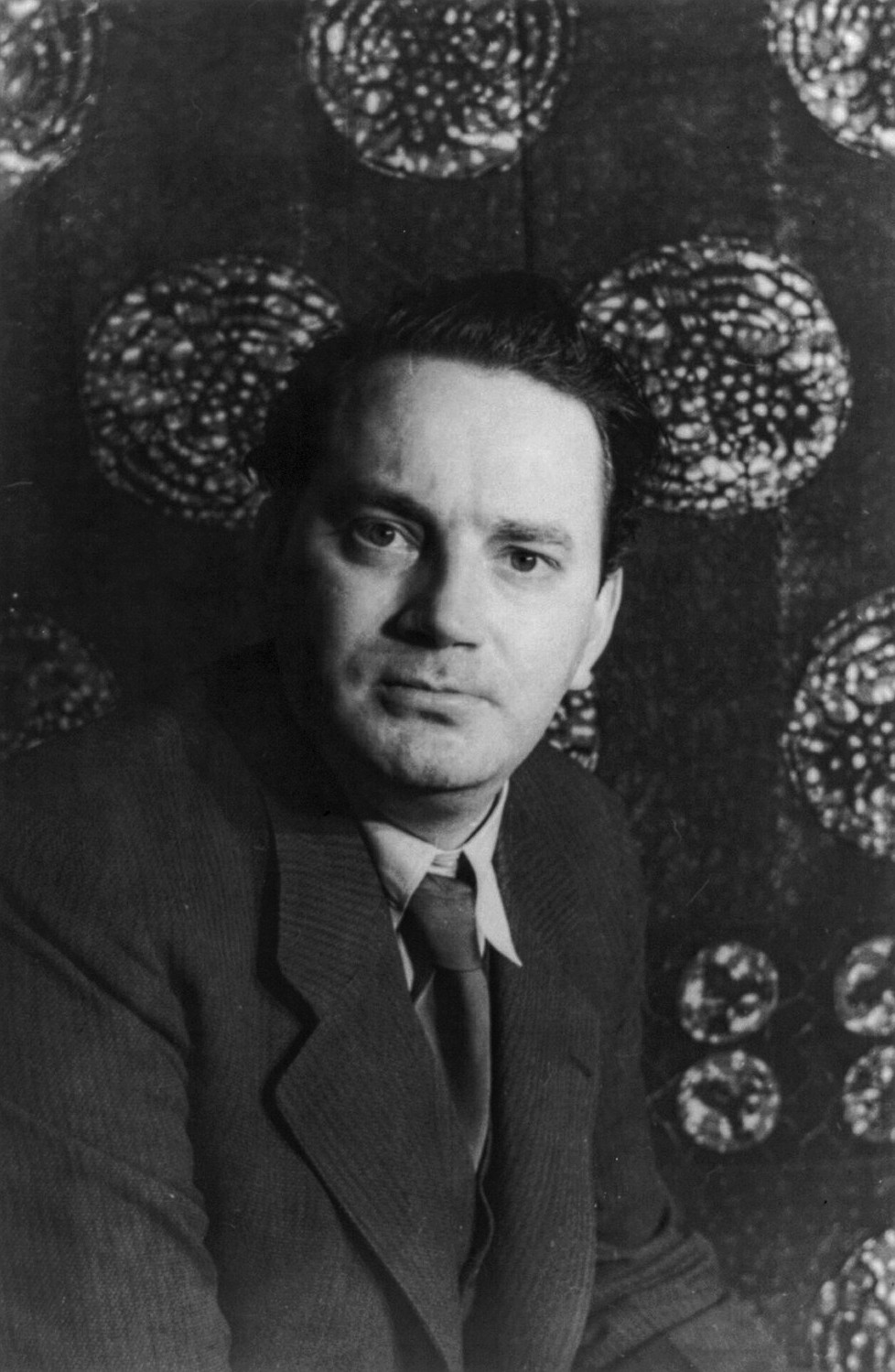
fot. Carl Van Vechten

Thomas Clayton Wolfe (ur. 3 października 1900 w Asheville, zm. 15 września 1938) – powieściopisarz amerykański.

## Elementy biograficzne
Thomas Wolfe otrzymał dyplom dramatopisarstwa (Master in Playwriting) na uniwersytecie Harvarda, nie mogąc jednak sprzedać swych sztuk, zdecydował się na pracę w innych formach literackich. Został nauczycielem języka angielskiego w Nowym Jorku, gdzie pracował z przerwami od 1924 do 1930 roku, pisząc przy tym i wiele podróżując po Amerykach i Europie. W 1925 roku, podczas podróży do Nowego Jorku, poznał Alice Bernstein, która stała się jego towarzyszką życiową na następne pięć lat; była ona znacznie starszą od Wolfe’a mężatką. Namówiła go do poświęcenia się literaturze i do porzucenia pracy nauczyciela. Jej wsparcie finansowe pozwoliło Wolfe'owi na ukończenie pierwszej powieści (Spójrz ku domowi, aniele), która, odrzucona przez wielu wydawców, została opublikowana przez Charles Scribner’s Sons (wydawcy m.in. Faulknera i Jamesa) w 1929 roku. Książka wywołała skandal: podkreślono motyw autobiograficzny i mieszkańcy Asheville poczuli się dotknięci „zdradą” jednego z nich, spowodowaną ujawnieniem sekretów wspólnoty.
W 1931 roku Wolfe zamieszkał na Brooklynie w bardzo skromnych warunkach. Poświęcił się pracy, ale w sposób niemetodyczny, nieustannie przepisując i zmieniając to, co pisał. Książka Of Time and the River wydana w 1935 roku okazała się sukcesem, który pociągnął za sobą liczne problemy. Wytoczono Wolfe'owi kilka procesów, dostawał listy z pogróżkami i wszedł w spór ze swym wydawnictwem. Cztery ostatnie rozdziały książki You Can’t Go Home Again spowodowały ideologiczną kłótnię: Charles Scribner’s Sons zaprotestował, gdy Wolfe chciał zastąpić swoją prozę argumentacją etyczną i polityczną. Ostatecznie pisarz zmienił wydawcę i rozpoczął współpracę z Harper'sem.
W czerwcu 1938 roku Wolfe udał się na Zachód. W Seattle był hospitalizowany z powodu zapalenia płuc, ale gdy po trzech tygodniach nie wydobrzał, zdiagnozowano u niego gruźlicę rozsianą (prosówkę) mózgu. Zmarł w szpitalu Johnsa Hopkinsa w Baltimore, gdzie poddał się operacji neurochirurgicznej.
M.in. Jack Kerouac i Jerzy Kosiński pozostawali pod świadomym wpływem Wolfe’a.
Jest jednym z głównych bohaterów filmu Geniusz z 2016 roku.

## Wybrana bibliografia

### Powieści
- Look Homeward, Angel: A Story of the Buried Life (Spójrz ku domowi, aniele, 1929)
- Of Time and the River: A Legend of Man’s Hunger in His Youth (1935)
- The Web and the Rock (1939)
- You Can't Go Home Again (Nie ma powrotu, 1940)

### Zbiory tekstów
- From Death to Morning (1935)
- The Story of a Novel, (1936)
- The Face of a Nation; Poetical Passages from the Writings of Thomas Wolfe, (1939)
- The Hills Beyond, (1941)
- A Stone, A Leaf, A Door; Poems by Thomas Wolfe, selected and arranged in verse by John S. Barns, (1945)
- Tylko umarli znają Brooklyn, (1994) Warszawa